# Soyaux
Soyaux település Franciaországban, Charente megyében. Lakosainak száma 10 057 fő (2022. január 1.). Soyaux Angoulême, Dirac, Garat, L’Isle-d’Espagnac és Magnac-sur-Touvre községekkel határos.

## Népesség
A település népessége az elmúlt években az alábbi módon változott:
| Lakosok száma | 11 680 | 10 903 | 10 353 | 10 386 | 9366 | 9295 | 9351 | 9761 | 9969 | 10 057 |
|               | 1968   | 1982   | 1990   | 2006   | 2013 | 2015 | 2017 | 2019 | 2020 | 2022   |